# Svínoys kommun
Svínoyar kommuna är en tidigare kommun på Färöarna. Kommunen ingår sedan kommunreformen 2009 i Klaksvíks kommun.
I Svínoyar kommuna fanns endast en by, Svínoy.